# Hipermestra (Cavalli)
Hipermestra es una ópera en tres actos y un prólogo con música del compositor italiano Francesco Cavalli. Más específicamente, es una  festa teatrale. El libreto fue escrito por G. A. Moniglia. Se estrenó en Florencia el 12 de junio de 1658. 
La trama se basa en el antiguo relato de Hipermestra, una historia que más tarde serviría como base del bien conocido libreto de Metastasio.

## Personajes
| Personaje   | Tesitura  |
| ----------- | --------- |
| Alindo      | soprano   |
| Amore       | soprano   |
| Arbante     | tenor     |
| Arsace      | tenor     |
| Berenice    | contralto |
| Danao       | bajo      |
| Delmiro     | contralto |
| Discordia   | contralto |
| Elisa       | soprano   |
| Gelosia     | tenor     |
| Giove       | barítono  |
| Giunone     | soprano   |
| Hipermestra | soprano   |
| Linceo      | soprano   |
| Vafrino     | soprano   |
| Venere      | soprano   |
| Vulcano     | barítono  |